# 约翰·考德威尔 (拳击运动员)
约翰·考德威尔（英語：John Caldwell，1938年5月7日—2009年7月10日），爱尔兰男子拳击运动员。他曾代表爱尔兰参加1956年夏季奥林匹克运动会拳击比赛，获得男子51公斤级铜牌。